# Loch Garry (Perth and Kinross)
Loch Garry är en sjö i Storbritannien. Den ligger i kommunen Perth and Kinross och riksdelen Skottland. Loch Garry ligger 412 meter över havet. Omgivningarna runt Loch Garry är i huvudsak ett öppet busklandskap.